# Egypte op de Olympische Zomerspelen 1936
Egypte nam deel aan de Olympische Zomerspelen 1936 in Berlijn, Duitsland. Nadat het vier jaar eerder in Los Angeles ontbrak, won het opnieuw 2 gouden medailles. Alle medailles werden bij het gewichtheffen gewonnen.

## Medailleoverzicht
| Sport         | Olympiër             | Discipline  | Medaille |
| ------------- | -------------------- | ----------- | -------- |
| Gewichtheffen | Anwar Mesbah         | –67,5kg (m) | Goud     |
| Gewichtheffen | Khadr Sayed El-Touni | –75kg (m)   | Goud     |
| Gewichtheffen | Saleh Soliman        | –60kg (m)   | Zilver   |
| Gewichtheffen | Ibrahim Shams        | –60kg (m)   | Brons    |
| Gewichtheffen | Ibrahim Wasif        | –82,5kg (m) | Brons    |

## Deelnemers en resultaten

### Atletiek
| Olympiër                | Discipline      | Resultaat | Prestatie                    |
| ----------------------- | --------------- | --------- | ---------------------------- |
| George Fahoum           | 100m (m)        | series    | serie 5: 4de                 |
| George Fahoum           | 200m (m)        | series    | serie 6: 4de                 |
| George Fahoum           | 400m (m)        | 32e       | serie 3: 4de in 50,5         |
| Mohamed Ahmed Abu Sobea | 5000m (m)       | series    | serie 1: 13de                |
| Ibrahim Okasha          | speerwerpen (m) | 18e       | kwalificatie: 18de met 58,0m |

### Basketbal
| Olympiër | Discipline | Resultaat | Prestatie                                                                                          |
| --- | ---------- | --------- | -------------------------------------------------------------------------------------------------- |
| Abdel Moneim Wahib Hussein Albert Fahmy Tadros Edward Riskalla Gamal el din Sabri Goanni Nosseir Kamal Riad Mohamed Rashad Shafshak | mannen (m) | 15-18e    | 1ste ronde: W van Turkije: 33-23 2de ronde: V van Uruguay: 23-36 herkansingen: V van Mexico: 10-32 |

### Boksen
| Olympiër                 | Discipline  | Resultaat | Prestatie                                                         |
| ------------------------ | ----------- | --------- | ----------------------------------------------------------------- |
| Mahmoud Ezzat            | -50,8kg (m) | 9e        | 1ste ronde: vrij 2de ronde: V van RSA Passmore                    |
| Khalil Amira El-Maghrabi | -57,2kg (m) | 17e       | 1ste ronde: V van GER Miner                                       |
| Kosta Hakim              | -61,2kg (m) | 9e        | 1ste ronde: W van NED Rasenberg 2de ronde: V van CHI Lillo        |
| Mohammed Amin            | -79,2kg (m) | 9e        | 1ste ronde: W van USA Vinciquerra 2de ronde: V van RSA Leibbrandt |

### Gewichtheffen
| Olympiër                | Discipline  | Resultaat | Prestatie                                                                                     |
| ----------------------- | ----------- | --------- | --------------------------------------------------------------------------------------------- |
| Ibrahim Shams           | -60kg (m)   | Brons     | drukken: 6de met 80kg trekken: 2de met 95kg stoten: 1ste met 125kg totaal: 300kg              |
| Saleh Soliman           | -60kg (m)   | Zilver    | drukken: 3de met 85kg trekken: 2de met 95kg stoten: 1ste met 125kg totaal: 305kg              |
| El-Sayed Ibrahim Masoud | -67,5kg (m) | 6e        | drukken: 8ste met 90kg trekken: 2de met 100kg stoten: 3de met 132,5kg totaal: 322,5kg         |
| Anwar Mesbah            | -67,5kg (m) | Goud      | drukken: 7de met 92,5kg trekken: 1ste met 105kg stoten: 1ste met 145kg totaal: 342,5kg ('WR)  |
| El-Sayed Ibrahim Masoud | -75kg (m)   | Goud      | drukken: 1ste met 117,5kg trekken: 1ste met 120kg stoten: 1ste met 150kg totaal: 387,5kg (OR) |
| Mohamed Geisa           | -82,5kg (m) | 8e        | drukken: 12de met 95kg trekken: 2de met 110kg stoten: 6de met 142,5kg totaal: 347,5kg         |
| Ibrahim Wasif           | -82,5kg (m) | Brons     | drukken: 6de met 100kg trekken: 2de met 110kg stoten: 1ste met 150kg totaal: 360kg kg         |
| Hussein Moukhtar        | +82,5kg (m) | 5e        | drukken: 7de met 112,5kg trekken: 3de met 122,5kg stoten: 2de met 160kg totaal: 395kg         |

### Schermen
| Olympiër                                                                         | Discipline      | Resultaat | Prestatie |
| -------------------------------------------------------------------------------- | --------------- | --------- | --- |
| Mahmoud Ahmed Abdin                                                              | degen (m)       | 42e       | 1ste ronde groep 1: 6de met 8 punten                                                                            |
| Marcel Boulad                                                                    | degen (m)       | 25e       | 1ste ronde groep 3: 5de met 8 punten kwartfinale 3: 8ste met 6 punten                                           |
| Mauris Shamil                                                                    | degen (m)       | 58e       | 1ste ronde groep 7: 8ste met 2 punten                                                                           |
| Mahmoud Ahmed Abdin Marcel Boulad Mauris Shamil Hassan Hosni Tawfik Anwar Tawfik | degen team (m)  | 9e        | 1ste ronde groep 4: 2de met 2 punten kwartfinale 2: 4de met 2 punten                                            |
| Mahmoud Ahmed Abdin                                                              | floret (m)      | 18e       | 1ste ronde groep 6: 2de met 10 punten 2de ronde groep 4: 4de met 4 punten kwartfinale groep 4: 5de met 2 punten |
| Mauris Shamil                                                                    | floret (m)      | 44e       | 1ste ronde groep 3: 7de met 2 punten                                                                            |
| Anwar Tawfik                                                                     | floret (m)      | 44e       | 1ste ronde groep 9: 7de met 2 punten                                                                            |
| Mahmoud Ahmed Abdin Shamil Hassan Hosni Tawfik Anwar Tawfik                      | floret team (m) | 13e       | 1ste ronde groep 5: 3de met 0 punten                                                                            |
| Mohamed Abdel Rahman                                                             | sabel (m)       | 45e       | 1ste ronde groep 5: 7de met 4 punten                                                                            |

### Schietsport
| Olympiër       | Discipline              | Resultaat | Prestatie |
| -------------- | ----------------------- | --------- | --------- |
| Krikor Agathon | 25m snelvuurpistool (m) | onbekend  |           |

### Schoonspringen
| Olympiër            | Discipline    | Resultaat | Prestatie     |
| ------------------- | ------------- | --------- | ------------- |
| Ahmed Ibrahim Kamel | 3m plank (m)  | 19e       | 105,02 punten |
| Ismail Ahmed Ramzi  | 3m plank (m)  | 11e       | 121,7 punten  |
| Ibrahim Khalil      | 10m toren (m) | 13e       | 88,08 punten  |
| Rauf Abdul Seoud    | 10m toren (m) | 12e       | 88,78 punten  |

### Voetbal
| Olympiër | Discipline | Resultaat | Prestatie                         |
| --- | ---------- | --------- | --------------------------------- |
| Hassan El-Far Wagih El-Kashef Ali El-Kaf Ahmed Halim Mohamed Latif Labib Mahmoud Mustafa Mansour Mokhtar El-Tetsh Moustafa Helmi Abdel-Karim Sakr Mostafa Taha Hussein Ezzat Abdel-Hamid Ibrahim Ali Shafi Hassan Abdin Hussein Hamdi Omar Shendi Mohammed Hassan Helmy | mannen     | 9e        | 1ste ronde: V van Oostenrijk: 1-3 |

### Worstelen
| Olympiër        | Discipline     | Resultaat      | Prestatie |
| Grieks-Romeins  | Grieks-Romeins | Grieks-Romeins | Grieks-Romeins |
| --------------- | -------------- | -------------- | --- |
| Ali Erfan       | -56kg (m)      | 10e            | 1ste ronde: W van AUT Buemberger 2de ronde: V van ITA Bertoli 3de ronde: V van EST Sikk                            |
| Imam Hassan Ali | -66kg (m)      | 9e             | 1ste ronde: V van POL Szajewski 2de ronde: W van DEN Meyer 3de ronde: V van SWE Olofsson                           |
| Ibrahim Orabi   | -79kg (m)      | 7e             | 1ste ronde: W van TUR Yurdaer 2de ronde: W van GRE Lefakis 3de ronde: V van YUG Kis 4de ronde: V van SWE Johansson |

### Zwemmen
| Olympiër                                                | Discipline            | Resultaat | Prestatie                |
| ------------------------------------------------------- | --------------------- | --------- | ------------------------ |
| Zaki Saad al-Dine                                       | 100m vrije slag (m)   | 34e       | serie 5: 4de in 1.03,7   |
| Mahmoud Kadri                                           | 100m vrije slag (m)   | 36e       | serie 1: 6de in 1.03,8   |
| Mohamed Hassanein                                       | 200m schoolslag (m)   | 20e       | serie 3: 5de in 2.58,9   |
| Higazi Said Ibrahim Fadl Mahmoud Kadri Saad El-Din Zaki | 4x200m vrije slag (m) | 13e       | serie 3: 5de in 10.05,03 |

Afghanistan · Argentinië · Australië · België · Bermuda · Bolivia · Brazilië · Brits-Indië · Bulgarije · Canada · Chili · Colombia · Costa Rica · Denemarken · Duitsland · Egypte · Estland · Filipijnen · Finland · Frankrijk · Griekenland · Groot-Brittannië · Hongarije · IJsland · Italië · Japan · Joegoslavië · Letland · Liechtenstein · Luxemburg · Malta · Mexico · Monaco · Nederland · Nieuw-Zeeland · Noorwegen · Oostenrijk · Peru · Polen · Portugal · Republiek China · Roemenië · Tsjecho-Slowakije · Turkije · Uruguay · Verenigde Staten · Zuid-Afrika · Zweden · Zwitserland